# Stazione di Las Plassas
La stazione di Las Plassas fu una fermata ferroviaria al servizio del comune di Las Plassas, lungo la ferrovia Isili-Villacidro.

## Storia
Le origini dello scalo si ricollegano a quelle della linea ferroviaria tra Isili e Villacidro, il cui tracciato si sarebbe sviluppato nella parte meridionale del borgo di Las Plassas. Realizzata nella prima metà degli anni dieci del Novecento per conto della Ferrovie Complementari della Sardegna (che ne sarà l'unico gestore), la struttura fu attivata insieme al resto della rete aziendale il 21 giugno 1915.
Da quel momento in avanti lo scalo servì il piccolo comune della Marmilla, finché nel secondo dopoguerra venne deciso a livello ministeriale di sostituire le relazioni espletate sulla linea con autocorse, fatto che portò alla cessazione dell'attività ferroviaria nella fermata il 5 settembre 1956, data di chiusura della Isili-Villacidro. Nel giro di breve tempo lo scalo fu quindi definitivamente dismesso, con il piazzale ferroviario che fu in seguito inglobato nella rete stradale urbana (via Stazione, costruita sull'ex sedime) e i fabbricati che furono alienati a privati a fine abitativo.

## Strutture e impianti
La fermata, di tipo passante e oggi completamente disarmata, fu realizzata nella parte sud di Las Plassas ed era dotata di due binari a scartamento da 950 mm: oltre al binario di corsa era presente un tronchino (dotato di un prolungamento) impiegato per il servizio merci, il cui scalo comprendeva anche un piano caricatore e un magazzino.
Attiguo a quest'ultimo è presente il fabbricato viaggiatori, classificato come assuntoria. Si tratta di una costruzione su due piani più tetto a falde, avente due accessi su quello che era il lato binari. Non più presente nell'area invece il locale per le ritirate.

## Movimento
Negli anni di attività ferroviaria lo scalo fu servito dalle relazioni passeggeri e merci delle Ferrovie Complementari della Sardegna.

## Servizi
La fermata durante l'esercizio ferroviario fu dotata di una sala d'attesa (ospitata nel fabbricato viaggiatori) e di servizi igienici, questi ultimi ubicati in una costruzione apposita.
- Sala d'attesa
- Servizi igienici